# Hachem
Hachem (Dombasle pendant la colonisation française) est une commune de la wilaya de Mascara en Algérie, chef-lieu de la daïra du même nom.

## Géographie
La commune de Hachem est située au sud-est de la wilaya de Mascara, c'est une commune rurale qui compte 52 douars (agglomération secondaire).

## Administration
En octobre 2020, le wali de Mascara met fin aux fonctions du maire de la ville, sous le coup de poursuites judiciaires.